# Tả Ngảo
Tả Ngảo là một xã thuộc huyện Sìn Hồ, tỉnh Lai Châu, Việt Nam.
Xã Tả Ngảo có diện tích 64,59 km², dân số năm 1999 là 2570 người, mật độ dân số đạt 40 người/km².